# Lithochórion
Lithochórion är en ort i Grekland.   Den ligger i prefekturen Nomós Evrytanías och regionen Grekiska fastlandet, i den centrala delen av landet, 230 km nordväst om huvudstaden Aten. Lithochórion ligger 910 meter över havet och antalet invånare är 295.
Terrängen runt Lithochórion är bergig österut, men västerut är den kuperad. Runt Lithochórion är det mycket glesbefolkat, med 6 invånare per kvadratkilometer. Närmaste större samhälle är Ágrafa, 12,5 km öster om Lithochórion. I omgivningarna runt Lithochórion växer i huvudsak blandskog.